# Tango (Matia Bazar)
Tango è il settimo album in studio del gruppo musicale italiano Matia Bazar, pubblicato nel 1983 su vinile dalla Ariston (catalogo AR LP 12402).
L'album è stato prodotto da Roberto Colombo.
| Recensione | Giudizio       |
| ---------- | -------------- |
| OndaRock   | Pietra miliare |

Ristampato su CD nel 1987 dalla CGD (catalogo CDS6054) e dalla Virgin Dischi nel 1991 (MPCID 1015). Rimasterizzato dalla Virgin nel 2001 (777 7 86619 2).
Reso disponibile per il download digitale nel 2011 dalla EMI Italiana.

## Successo e riconoscimenti
Raggiunge la trentesima posizione nella classifica italiana degli album più venduti del 1983.
Nella Classifica dei 100 dischi italiani più belli di sempre di Rolling Stone Italia occupa il 72º posto.

## I brani

### Vacanze romane
Presentato dal gruppo al Festival di Sanremo 1983, si classifica al quarto posto e si aggiudica il Premio della Critica. Fu composta da Carlo Marrale con testo di Aldo Stellita, il quale la fece firmare a Giancarlo Golzi per i diritti della SIAE.
 Live Sanremo '83, su YouTube. URL consultato il 30 gennaio 2014.

### Elettrochoc
Brano musicale – con la collaborazione di Enzo Jannacci, che fa la voce del traduttore – presentato all'11ª edizione di Vota la voce dove, per la seconda volta, la band vince il concorso come "Miglior gruppo".
 Video musicale originale, su YouTube. URL consultato il 30 gennaio 2014.

### Il video sono io
Il videoclip, con regia di Piccio Raffanini, ha vinto la manifestazione Myfest Rimini 1983 ed è stato la sigla finale della trasmissione Discoring di Rai 1.
 Video musicale originale, su YouTube. URL consultato il 30 gennaio 2014.

## Tracce
Lato A
1. Vacanze romane – 4:13 (testo: Aldo Stellita – musica: Carlo Marrale)
2. Palestina – 4:16 (testo: Aldo Stellita – musica: Mauro Sabbione)
3. Elettrochoc (con Enzo Jannacci) – 4:49 (testo: Aldo Stellita – musica: Carlo Marrale)
4. Intellighenzia – 4:45 (testo: Marco Guzzetti, Aldo Stellita – musica: Carlo Marrale, Antonella Ruggiero)

Lato B
1. Il video sono io – 3:54 (testo: Aldo Stellita – musica: Antonella Ruggiero)
2. Scacco un po' matto – 5:17 (testo: Aldo Stellita – musica: Carlo Marrale, Mauro Sabbione)
3. Tango nel fango – 3:26 (testo: Aldo Stellita – musica: Carlo Marrale)
4. I bambini di poi – 5:11 (testo: Aldo Stellita – musica: Carlo Marrale, Mauro Sabbione)

## Formazione
- Antonella Ruggiero - voce, percussioni
- Carlo Marrale - chitarra, tastiera, voce
- Mauro Sabbione - tastiere
- Aldo Stellita - basso
- Giancarlo Golzi - batteria, cori

Altri musicisti
- Roberto Colombo - tastiere, sintetizzatori, programmazione batterie elettroniche
- Enzo Jannacci - voce del traduttore in Elettrochoc

## Classifiche
| Classifica (1983) | Posizione raggiunta |
| ----------------- | ------------------- |
| Italia            | 14                  |